# Smědavská hora
Smědavská hora (německy Wittigberg) je 1083,9 m vysoká hora ležící v postranním výběžku Hejnického hřebene Jizerských hor. Hora je patrně nazvána podle řeky Smědé, která má jeden z pramenů v rašeliništích pod jižním svahem. Pod horou se nachází horská enkláva a chata Smědava. Asi 700 metrů jihovýchodně od vrcholu se rozkládá přírodní památka Vlčí louka. Na vrcholu se nalézá Borůvkový kámen, na kterém je umístěna schránka s vrcholovou knihou už z roku 1976.

## Letecká havárie
Odpoledne 23. dubna 1992 došlo na úbočí Smědavské hory k letecké havárii, když do hory za zhoršených povětrnostních podmínek narazila dvojice francouzských letadel dopravujících humanitární pomoc do Polska. Obě posádky (4 osoby) zahynuly. Zbytky obou havarovaných letadel – Cessny C-182H i Piperu PA-28 – se nacházejí při okružní (Pavlově) cestě kolem hory.

## Galerie

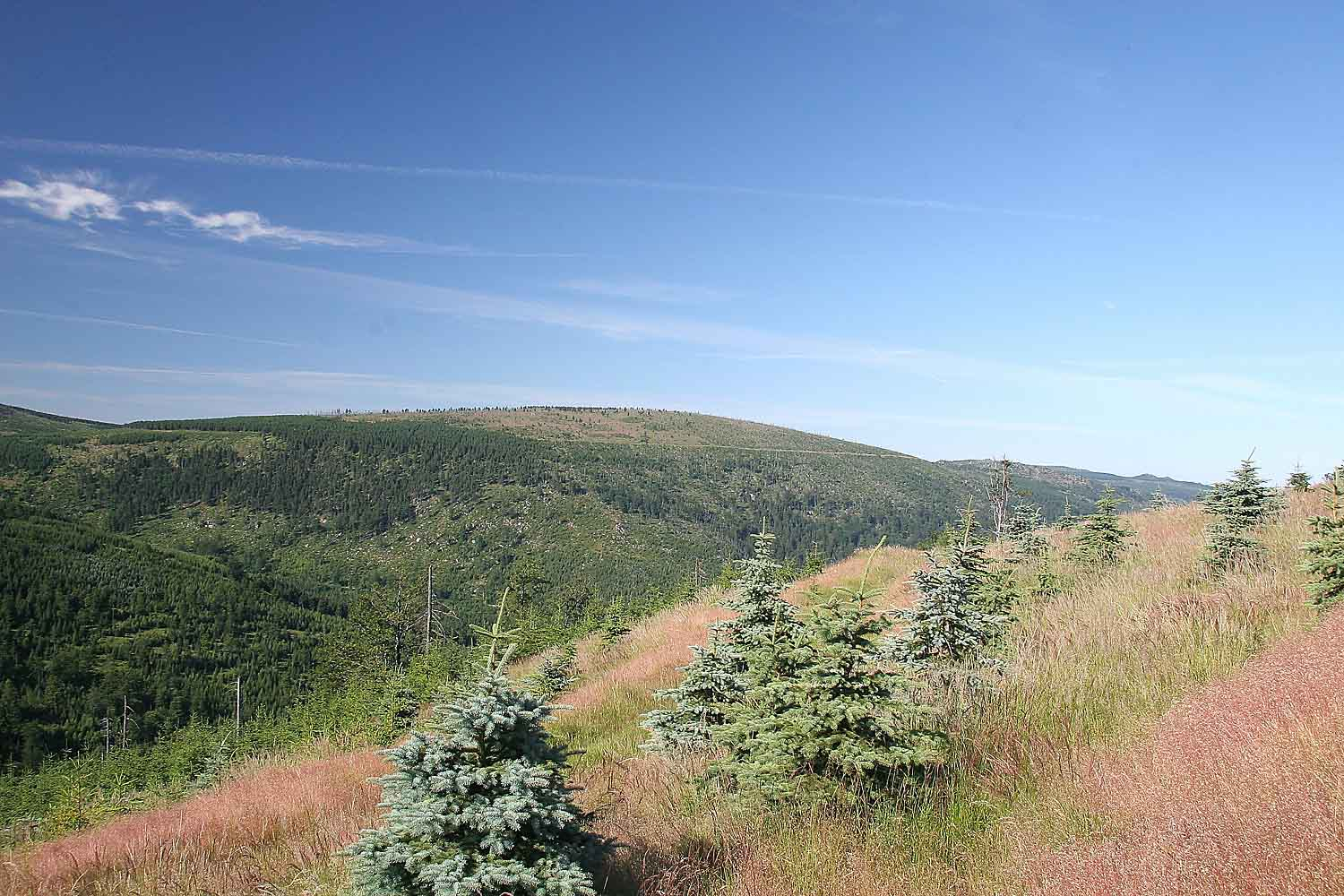
Smědavská hora z cesty na Paličník
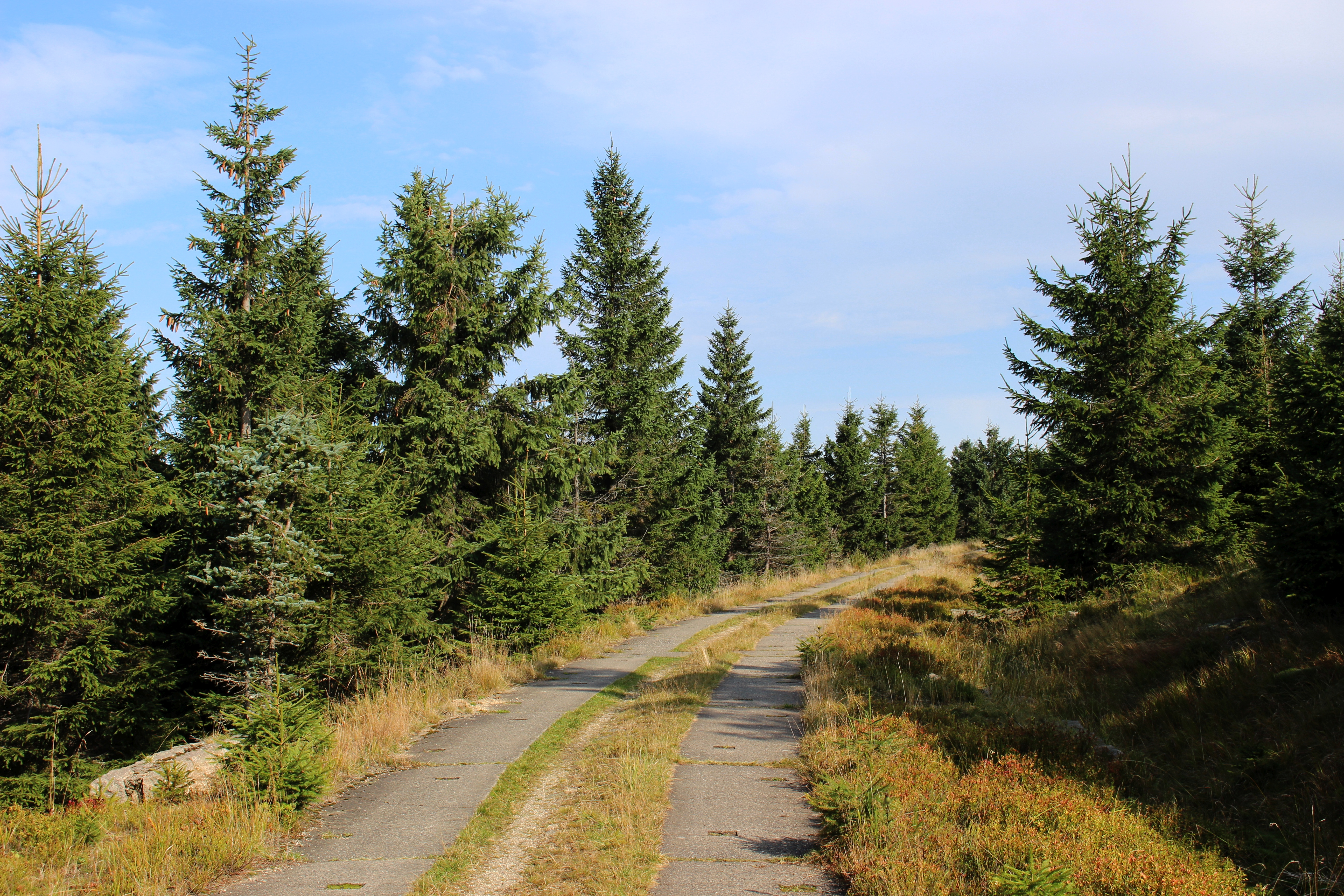
Pavlova cesta
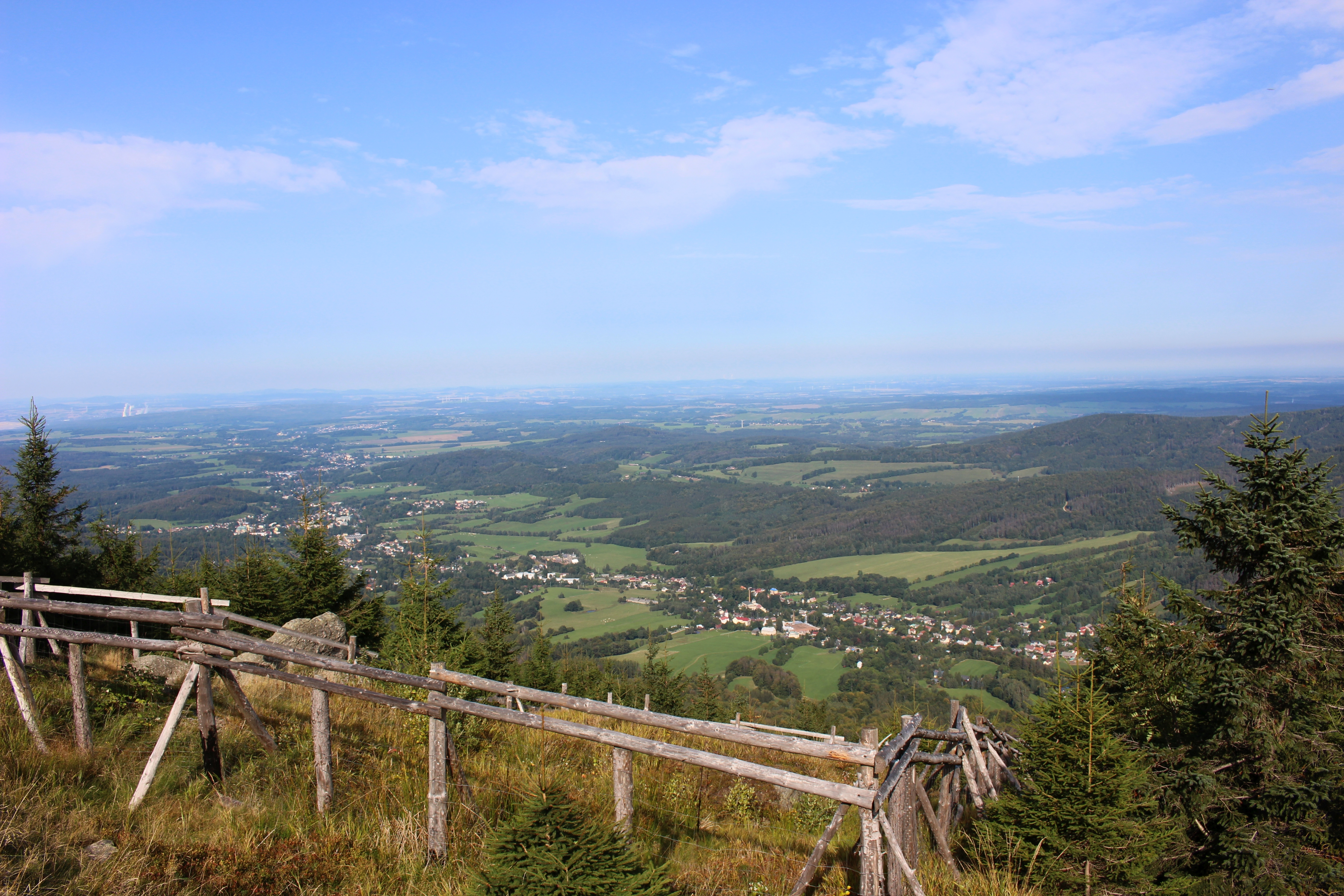
Výhled z Pavlovy cesty
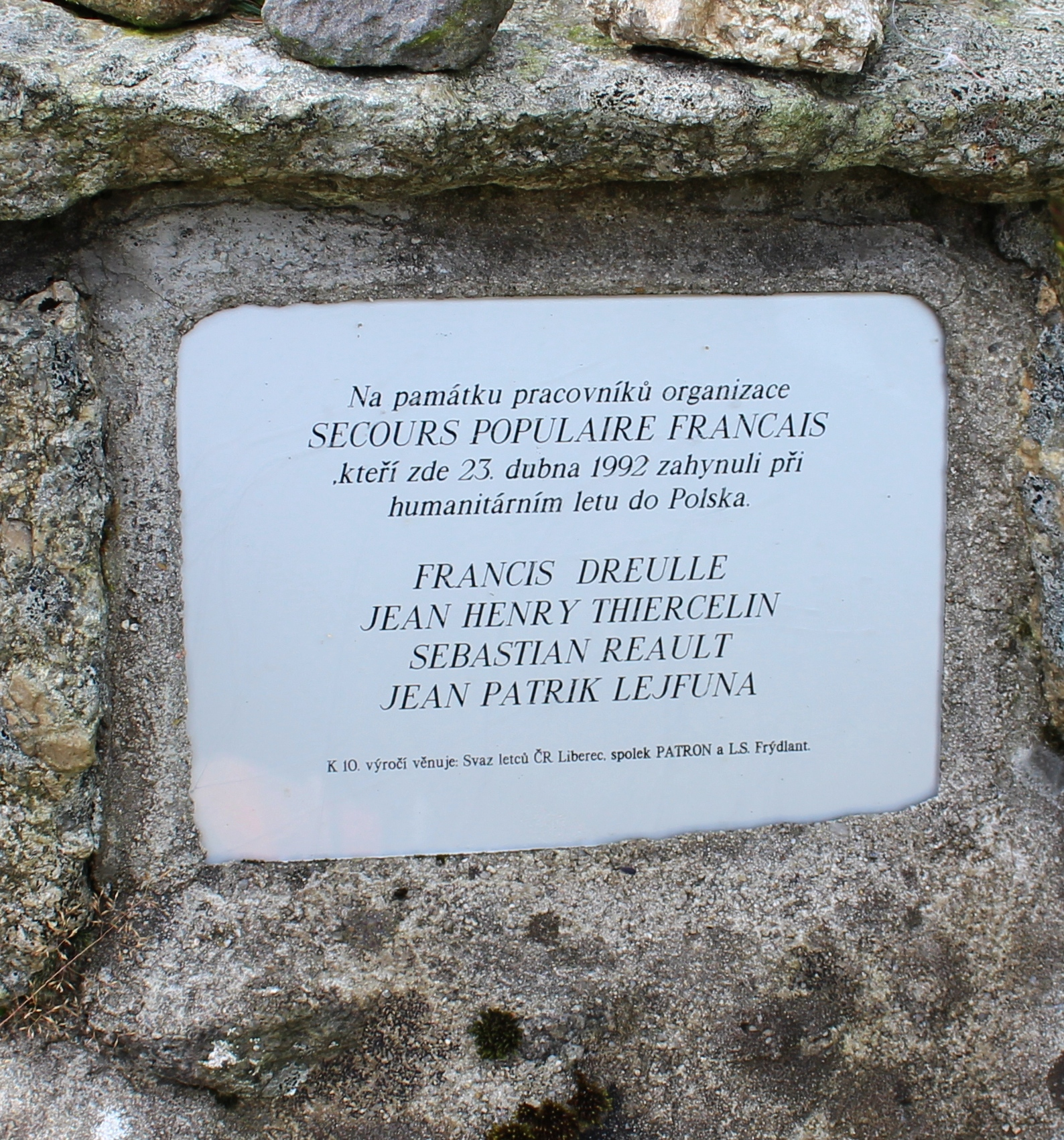
Pomník letců